# We Young
We Young – pierwszy minialbum NCT Dream – podgrupy południowokoreańskiego boysbandu NCT. Ukazał się 17 sierpnia 2017 roku, nakładem wytwórni SM Entertainment. Płytę promował singel „We Young". To był drugi i ostatni albumu, które nie zawierał Jaemina ze względu na jego przerwę zdrowotną.

## Lista utworów
| CD | CD                                          | CD                                | CD                                                 | CD                         | CD      |
| Nr | Tytuł utworu                                | Tekst                             | Kompozycja                                         | Aranżacja                  | Długość |
| -- | ------------------------------------------- | --------------------------------- | -------------------------------------------------- | -------------------------- | ------- |
| 1. | „We Young”                                  | Kenzie                            | Kenzie, LDN Noise, Ylva Dimberg (The Kennel)       | LDN Noise                  | 3:44    |
| 2. | „La La Love”                                | Shin Agnes (MonoTree), Mark       | David Amber, Noel Aram Cohen, Devyn Rush           | David Amber                | 3:01    |
| 3. | „Walk You Home” (kor. 같은 시간 같은 자리)  | Seo Ji-eum, Mark                  | David Fremberg, Onestar (MonoTree), Allison Kaplan | David Fremberg             | 2:55    |
| 4. | „My Page”                                   | Min Yeon-jae, Mark                | Coach & Sendo, Andrew Choi                         | Coach & Sendo, Andrew Choi | 3:46    |
| 5. | „We Young (Chinese Version)” (chiń. 青春漾) | Wang Jung-woon                    | Kenzie, LDN Noise, Ylva Dimberg (The Kennel)       | LDN Noise                  | 3:44    |
| 6. | „Trigger The Fever” (Bonus Track)           | 100% Lyricism, Hwang Ji-won, Mark | David Amber, Andy Love, Hitchhiker                 | David Amber, Hitchhiker    | 3:26    |

## Notowania
| Lista                     | Pozycja |
| ------------------------- | ------- |
| Circle Weekly Album Chart | 2       |
| World Albums (Billboard)  | 3       |

## Sprzedaż
| Kraj             | Sprzedaż |
| ---------------- | -------- |
| Korea Południowa | 188 993  |